# NGC 3875
NGC 3875 is een spiraalvormig sterrenstelsel in het sterrenbeeld Leeuw. Het hemelobject werd op 27 april 1785 ontdekt door de Duits-Britse astronoom William Herschel.

## Synoniemen
- UGC 6739
- MCG 3-30-105
- ZWG 97.139
- KCPG 300B
- PGC 36675